# Kunta Kinteh Island
Kunta Kinteh Island (tidigare James Island och St. Andrew's Island) är en ö i Gambiafloden, 30 kilometer från flodmynningen nära Juffure i Gambia. Ön var en viktig plats för den västafrikanska slavhandeln och är sedan 2003 ett världsarv.
De första europeiska bosättarna på ön var portugiser, som kallade den Ilha de Santo André, på 1400-talet. På 1600-talet hade kurländare ön och använde den som handelsplats från 1651 tills den intogs av engelsmännen 1661, vilka ändrade namnet till James Island. De använde först ön för handel med guld och elfenben och senare för handel med förslavade människor. År 1695 intogs Fort James av Frankrike. Fortet återlämnades 1697 men intogs på nytt 1702.
Kunta Kinte, Alex Haleys förfader och huvudperson i hans roman Rötter, sändes som förslavad till USA, troligen via James Island.
På grund av jorderosion orsakad av vatten, tropiska stormar och klimatförändringar har ön minskat väsentligt i storlek mot vad den hade på den tiden när den användes för slavhandel och nu finns nästan bara själva borgen, någon utkikspost med kanoner, samt några hyddor kvar. Vädret påverkar även byggnaderna som är i stort behov av restaurering.
James Island upptogs 2003 på Unescos världsarvslista.